# 1988 új világörökségi helyszínei
Az UNESCO Világörökség Bizottsága az 1988. december 5-9. között Brazíliavárosban tartott 12. ülésszakán a következő helyszíneket nyilvánította a világörökség részévé:
| | Wet Tropics Nemzeti Park |
| 1988 |                          |
| Természeti (VII)(VIII)(IX)(X) |                          |
| Védett terület: 893 453 ha, hivatkozás: 486 |                          |
| Queensland állam esőerdeiből körülbelül kilencezer négyzetkilométernyi tartozik a világörökségi helyszínhez, ezek húsz védett területen helyezkednek el. Az Ausztrália északkeleti partja mentén 450 kilométer hosszan húzódó partvidéken évmilliók óta folyamatosan trópusi klíma uralkodik és itt található a földrész legváltozatosabb növényvilága. A vidék élő dokumentuma az Ausztrália élővilágát az utolsó 50 millió évben (a különálló földrészként eltöltött időszakban) alakító ökológiai és evolúciós folyamatoknak, fajok kialakulásának és kihalásának. A területen körülbelül nyolcszáz fafajta él, amelyek úgynevezett rétegzett erdőt alakítottak ki, az 50 méter magasságot is elérő fák mellett páfrányok, orchideák, mohák és zuzmók élnek. A térség állatvilága is változatos, a kontinensen élő erszényes és hüllőfajok egyharmada, a denevér- és pillangófajok kétharmada őshonos itt és jelentős az énekesmadarak egyedszáma is. |                          |

| | Henderson-sziget |
| Egyesült Királyság |                  |
| Természeti (VII)(X) |                  |
| Védett terület: 3 700 ha, hivatkozás: 487 |                  |
| A Csendes-óceán déli részén található sziget szinte teljesen mentes az emberi behatástól és érintetlen formában őrizte meg eredeti növény- és állatvilágát, amelyek közül tíz növény- és négy állatfaj csak ezen a szigeten él. A tíz kilométer hosszú, öt kilométer száles sziget a Pitcairn-szigetek legnagyobb tagja. A 12. és a 15. század között polinéz gyarmat volt, de ez kevéssé befolyásolta a sziget ökológiáját. Jelenleg a világ kevés, jórész érintetlen atolljának egyike, meredek sziklaszirtekkel tagolt tájain kifejlődött állat- és növényvilágán jól tanulmányozható az elszigetelt evolúció és a természetes kiválasztódás. A sziget egyetlen édesvízű forrással rendelkezik és nagyrészt sűrű, bozontos erdő borítja. Ötezer kilométeres körzetében nincs nagyobb szárazföld, így élővilága közel ősállapotban maradt meg, ökoszisztémája felbecsülhetetlen értékű. |                  |

| | Londoni Tower |
| Egyesült Királyság |               |
| Kulturális (II)(IV) |               |
| Hivatkozás: 488 |               |
| Az 1066-ban Hódító Vilmos által kezdett erődítmény a normann építészeti stílus egyik kiemelkedő alkotása, amely a normann hódítás után egész Anglia területén elterjedt. A királyi hatalmat jelképező épületet III. Henrik és I. Eduárd bővítette ki a 13. században és máig az egyik legfontosabb és leglátogatottabb épület az Egyesült Királyságban – többek között itt őrzik a brit koronaékszereket. 1509-ig itt volt az angol uralkodók rezidenciája, akkor börtönné alakították át. A 73 ezer négyzetméteren elterülő épületkomplexum erődökből, udvarokból, épületekből, tornyokból áll, közülük leghíresebb a középpontban álló Fehér torony. A tornyot nem a legfontosabb királyi palotának szánták, inkább erődként funkcionált, amit az egymást követő uralkodók egyre jobban megerősítettek. A börtönben számos híres történelmi személy raboskodott, köztük Morus Tamás és VIII. Henrik két felesége. Az épületegyüttes, ami máig Anglia egyik szimbóluma és a középkori katonai építészet egyik referenciája jelenleg elsősorban múzeum, ahol kiállítások mutatják be az európai harcászat történetét. |               |

| | A canterburyi katedrális, a Szent Ágoston-apátság és a Szent Márton-templom |
| Egyesült Királyság |                                                                             |
| Kulturális (I)(II)(VI) |                                                                             |
| Védett terület: 18,17 ha, hivatkozás: 496 |                                                                             |
| A Szent Márton-templom a legrégebbi, 4. századi (vagy korábbi) még használatban lévő templom Angliában – a templomot és a kapcsolódó apátságot akkor építették, amikor az első keresztény hittérítők megjelentek az angolszászok között. A katedrális román és gótikus stílusban épület és jelenleg a Anglikán Közösség fejének, a canterburyi érseknek székhelye. Canterbury a kezdetektől kulcsszerepet játszott az angliai egyház történetében. A Szent Ágoston által 597-ben alapított azonos nevű apátság VIII. Henrik feloszlató rendelete után használaton kívül került, jelenleg romos állapotban van. A katedrálist 1070-ben kezdték építeni, normann stílusban, majd egy 1174-es tűzvész után gótikus formában építették újjá. 1170-ben itt gyilkolták meg Becket Tamás érseket. A templom festett üvegablakai jelentős értéket képviselnek, itt található az országon belül a legtöbb egy helyen fennmaradt középkori üvegablak. A két építészeti stílus keveredése, az épület lenyűgöző méretei és hatása egyedivé teszi a katedrálist. A kerengő és az oszlop alatti boltozat 1396 és 1420 között épült. A három épület központi szerepet játszott a reformáció előtti Egyesült Királyság vallástörténetében. |                                                                             |

| | Strasbourg – Grande Île történelmi központ |
| Franciaország |                                            |
| Kulturális (II)(IV) |                                            |
| Védett terület: 183 ha, puffer zóna: 708 ha, hivatkozás: 495 |                                            |
| Strasbourgban a Rajna-völgy több évszázados francia építészetének jelentős épületegyüttese található. Legfőbb eleme az egytornyú katedrális, amit 1050-ben kezdtek el építeni román stílusban. Az építkezés több évszázadon keresztül tartott, így az épületen a gótikus elemek dominálnak, főleg a nyugati homlokzaton. A templom jelentősen befolyásolta a német területek gótikus építészetének fejlődését. A teret ahol a katedrális áll ötemeletes favázas épületek veszik körül, köztük a déli kereszthatóval szemben álló, XV. Lajos korabeli stílusban épült Rohan palota, ami a család bíborosai és püspökei számára készült. A Hôtel de Ville, a mai Kereskedelmi Kamara 1585-ben épült. A város jelentős épületei a 16. és a 17. században kiépült tímárnegyed, valamint a fedett gyaloghidak, középületek, vendéglők, üzletek, műhelyek és elegáns városi kúriák. A hajdani megerősített császárváros védműveihez 80 torony tartozott, ezekből napjainkra négy maradt fenn. |                                            |

| | Az Athosz-hegy |
| Görögország |                |
| Vegyes (I)(II)(IV)(V)(VI)(VII) |                |
| Védett terület: 33 ha, hivatkozás: 454 |                |
| Az Athosz-hegyen a 9. századtól kezdve telepedtek meg a szerzetesek és a remeték. A közösség megszervezése és a regula kialakítása Athószi Athanasziosz nevéhez fűződik, aki a 10. század közepén érkezett a területre. Közeli barátja Niképhorosz Phókasz később bizánci császár lett és az ő támogatásával az első, úgynevezett lavra (remeteközösség) tekintélyes birtokkal rendelkező monostorrá fejlődött. Hamarosan újabb kolostorokat is alapítottak, amik virágzásukat elsősorban a császári támogatásnak köszönhették. A 14. században kalóztámadások érték a félszigetet, 1345 és 1371 között szerb, 1424-től török fennhatóság alatt álltak, de mindig sikerült megőrizni autonómiájuk legalább egy részét. 1927-óta a félsziget a görög állam részét képező teokratikus köztársaság és teljes autonómiát élvez. A kolostorok különböznek egymástól, más-más stílust képviselnek. Falaikat jelentős freskóciklusok díszítik, ezenkívül értékes műalkotásokat is őriznek, ikonokat, ötvösmunkákat, kegytárgyakat, miniatúrákkal díszített kéziratokat. |                |

| | A Meteóra-kolostorok |
| Görögország |                      |
| Vegyes (I)(II)(IV)(V)(VII) |                      |
| Védett terület: 271,9 ha, puffer zóna: 1 884,1 ha, hivatkozás: 455 |                      |
| A Thesszáliai-síkságon elterülő Peneiosz-völgy fölé meredeken emelkedő sziklacsúcsokat, közismert nevükön a Meteórákat üledékes homokkő alkotja. Az első remeték a 12. századtól kezdve telepedtek le a környéken és a nem sokkal későbbről származó források már egy szerzetes közösségről tesznek említést. A nagyobb kolostorokat a 14. században alapították előkelő szerzetesek és az uralkodócsalás támogatásának köszönhetően jelentős vagyonokhoz jutottak. A politikai instabilitás miatt a megközelíthetetlen sziklatetőkre építkeztek. A 15. század vége felé már huszonnégy kolostor állt a területen. A kolostorok a 16. század első felében voltak a leggazdagabbak, számos ma is látható épület ekkor kapta jelenlegi formáját. Falaikat freskók díszítik, jellemzően a krétai festőiskola művészeinek alkotásai. A 16. század közepétől a török fennhatóság miatt a kolostorok lassan elnéptelenedtek. Napjainkban már csak négy kolostorban a Hagiosz Sztephanoszban, a Hagia Triádában, a Varlaamban és a Nagy Meteórában élnek vallási közösségek. |                      |

| | Szaloniki ókeresztény és bizánci műemlékei |
| Görögország |                                            |
| Kulturális (I)(II)(IV) |                                            |
| Védett terület: 5,32 ha, puffer zóna: ha, hivatkozás: 456 |                                            |
| Thesszalonikit IV. Alexandrosz makedón király alapította i. e. 316-ban. A város a keletet a nyugattal összekötő szárazföldi utak egyik csomópontjában feküdt, így hamar fontos kereskedelmi központtá vált. A makedón uralom után római, bizánci és oszmán fennhatóság alá került. A város a kereszténység egyik fontos központja volt, ennek következtében a 4. és a 15. század között számos ókeresztény és bizánci épületet emeltek a területén. A ma is látható épületek közül néhány súlyosan megrongálódott egy 1917-ben pusztító tűzvészben, vagy a karbantartás hiánya miatt, vagy azért mert mecsetté alakították. A keresztény templomok közül a legrégebbi a város védőszentjének, Szent Demetiosznak ajánlott 5. századi, öthajós Hagiosz Dimitriosz-bazilika, Görögország egyik legnagyobb temploma. Az 500 körül épült kisméretű Hosziosz David-templom a protobizánci építészet alapformájának, a kereszt alaprajzú kupolás templomnak jellegzetes példája. A Hagia Szofia-templom a kevés ma is látható eredeti kupolás görög kereszt alaprajzú templomok egyik jelentős példája. A városban figyelemre méltó még a Panagia Khalkeón-templom (11. század), a Hagia Ekaterini-templom (13. század vége) és a Hagia Apostoli-templom (1327). |                                            |

| | Epidaurosz |
| Görögország |            |
| Kulturális (I)(II)(III)(IV)(VI) |            |
| Védett terület: 1 393,8 ha, puffer zóna: 3 386,4 ha, hivatkozás: 491 |            |
| Aszklépiosz, a gyógyítás istenének szentélye az i. e. 6. században jött létre a Peloponnészoszi-félsziget Epidaurosz nevű, templomokat, fürdőket és kórházi épületeket tömörítő szent helyén. Az Aszklépiosz-szentély mellett a hely legfontosabb műemlékei közé tartozik az Artemisz-templom, a Tholosz, az Eukoimenterion (ahol a betegek a gyógyulásukra vártak), és a Propülaia. A szentélykörzet fennmaradt épületeinek túlnyomó többsége az i. e. 4. században épült, a templomok és a kórházi épületek a hellenisztikus és a római világ összes szentélyére befolyással voltak. Epidaurosz legismertebb épülete az i. e. 3. században emelt emelt színház, az argoszi szobrász, Polükleitosz építészeti alkotása. Görögország legjobb állapotban fennmaradt ókori színháza hírnevét szép környezetének, tökéletes arányainak és kivételes akusztikájának köszönheti. A félkör alakú építmény befogadóképessége tizennégyezer fő lehetett, az ülőhelyek körbefogják az orkhesztrát, ahol az ókori drámaelőadásokon a kórus állt. Epidaurosz a római korban a zavaros politikai viszonyok ellenére is megőrizte befolyását. A helyi múzeumban őrzött domborműves sírkövek feliratai bizonyítják a modern gyógyítás kezdeteinek megjelenését. |            |

| | Rodosz középkori városa |
| Görögország |                         |
| Kulturális (II)(IV)(V) |                         |
| Védett terület: 65,85 ha, hivatkozás: 493 |                         |
| Rodosz középkori óvárosa a Jeruzsálemi Szent János ispotályos rend fennhatósága alatt állt. Leglátványosabb eleme a városfal a hozzátartozó várárokkal. A falakat a 14. század elején emelték az ott álló korábbi, bizánci eredetű erődítmények helyére. A falak hossza körülbelül négy kilométer, vastagságuk egyes helyeken eléri a tizenkét métert. 1481-ben egy földrengésben súlyosan károsodott, helyreállításakor, valamint a 16. század elején bástyákkal és tornyokkal erősítették meg. A lovagok városrészében emelték a katedrálist, a lovagrend épületeit és a lovagok szállásait. Ezt a városnegyedet egy újabb falrendszerrel erősítették meg. Figyelemre méltóak a Lovagok utcájában álló 15–16. századi paloták. A rend által működtetett ispotályt 1440-ben kezdték el építeni és valamikor a 15. század végén fejezték be. Jelenleg régészeti múzeum üzemel benne. A törökök uralma alatt laktanyának használták, jelenlegi formáját a 20. század elején nyerte el. A nagymester erődjellegű palotája a 14. században épült. Később a törökök börtönként használták, majd 1856-ban egy robbanás súlyosan károsította. |                         |

| | Nanda Devi és a Virágok Völgye Nemzeti Park |
| India |                                             |
| Természeti (VII)(X)() |                                             |
| Védett terület: 71 210 ha, puffer zóna: 514 857 ha, hivatkozás: 335 |                                             |
| A két nemzeti park a Himalája nyugati részén található a Zanskar hegység és a Magas Himalája találkozásánál. A terület egy óriási medence, amelyet párhuzamos észak-déli hegygerincek tagolnak. A 7816 méter magas Nanda Dévi India második legmagasabb hegycsúcsa. A körülötte elterülő nemzeti parkot 1980-ban alapították, hogy megóvják a veszélyeztetett hópárducokat, ázsiai feketemedvéket pézsmaszarvasokat, kék juhokat. Bár a hegycsúcs szinte elérhetetlen területen fekszik ellen ellenére védelemre szorul a civilizáció ártalmaival szemben. A Virágok Völgye Nemzeti Park jellegzetességei őshonos és ritka alpesi virágokkal borított rétjei és természeti szépségei. A park élőhelyet biztosít többek között az örvös medvének, valamint olyan őshonos növényeknek mint a himalájai juhar. |                                             |

| | Manovo-Gounda St. Floris Nemzeti Park |
| Közép-afrikai Köztársaság |                                       |
| Veszélyeztetett világörökségi helyszínek listájára került: 1997 |                                       |
| Természeti (IX)(X) |                                       |
| Védett terület: 1 740 000 ha, hivatkozás: 475 |                                       |
| Az ország északi vidékén elterülő 1 740 000 hektáros természetvédelmi terület egy részét már 1933-ban nemzeti parkká nyilvánították. Jelentőségét gazdag növény- és állatvilága adja, különösen a vízimadarak és a nagy testű állatok. A park az élőhelyek szempontjából három részre osztható, az északon elterülő füves síkságokra, amelyek az esős évszakban víz alá kerülnek, a középső, szavannával borított sávra, délen pedig a homokkőből álló hegyekre. A szavannás területen fekete orrszarvúk, afrikai elefántok, gepárdok, leopárdok, hiénakutyák, vörös homlokú gazellák és kafferbivalyok élnek. A parkban 320 madárfajt azonosítottak, ezek között 25 ragadozó, például a lármás rétisas. Az északi állóvizeknél sok költöző madár talál pihenőhelyet vagy átmeneti lakhelyet. Itt egy körülbelül 2000 négyzetkilométeres területen marabuk, fehér pelikánok, gólyák osztoznak vízilovakkal, zsiráfokkal és főemlősökkel. A parkban az erőfeszítések ellenére a többi állat mellett orvvadászat áldozatául esnek a fokozottan védett orrszarvúk és erdei elefántok is, az 1990 években a vadállomány négyötödével csökkent. Az állatokra ezen kívül veszélyt jelent élőhelyük nagyságának csökkenése is, mivel a park egyre nagyobb területét használják fel haszonállatok legeltetésére.A védett területen folytatott legeltetés és orvvadászat miatt a Manovo-Gounda St. Floris Nemzeti Park helyszín 1997-ben felkerült a veszélyeztetett világörökségi helyszínek listájára |                                       |

| | Trinidad városa és a Los Ingenios-völgy |
| Kuba |                                         |
| Kulturális (IV)(V) |                                         |
| Hivatkozás: 460 |                                         |
| Trinidad az 1514-ben a Szentháromság tiszteletére alapított város fontos kiindulópontként szolgált az amerikai kontinens meghódítása idején. A 18. század végére a környéken virágzó cukoriparnak és rabszolga kereskedelemnek köszönhetően Kuba harmadik legnagyobb városa lett. Jelenleg látható történelmi épületei a 18. és a 19. századból származnak. Templomainak egy része jó állapotban maradt fenn, köztük az egyszerű homlokzatú La Popa-kolostortemplom. A település jellegzetes épületei az élénk színekre festett tornácos-erkélyes házak. A közeli Los Ingenios (Cukormalmok) – völgyben a cukornád ültetvények mellett hetvenöt, romos állapotban lévő cukormalom maradt meg, valamint nyári kúriák és tanyasi házak. A 45 méter magas őrtorony, ami harangozással jelezte a munkaidő kezdetét és végét 1816-ban épült. |                                         |

| | Dzsenné óvárosa |
| Mali |                 |
| A veszélyeztetett világörökségi helyszínek listájára került: 2016 |                 |
| Kulturális (III)(IV) |                 |
| Hivatkozás: 116 |                 |
| A Niger folyó és egyik fő mellékfolyója a Bani között elhelyezkedő Dzsenné a torkolatvidéken élt iszlám előtti civilizációk egyik tanúja. A körülbelül i. e. 250 óta lakott település évszázadokon át szoros kereskedelmi kapcsolatban állt a vízi úton megközelíthető Timbuktuval, valamint a Szaharán keresztül folytatott gyapot, arany és rabszolga-kereskedelem egyik központja volt. A 15. században a Szongai Birodalom fennhatósága alá került, de ekkor is megőrizte befolyását és ezután is fejlődni tudott. A 15. és a 16. században fontos szerepet játszott a muszlim vallás terjesztésében. A település hagyományos házaiból mintegy kétezer ma is áll, ezeket alacsony dombokra építették, hogy védekezzenek a folyó áradásaitól. Dzsenné építészete marokkói hatásokat mutat, fő jellegzetessége a függőleges irányban való terjeszkedés. A települést több mint 2 kilométer hosszú agyagfallal vették körbe amelyet lőréses oromzatokkal és kapukkal tagoltak. A régebbi kerületekben 16-19. századi lapos tetejű kereskedő- és kézművesházak állnak. A híres nagymecsetet, ami a széles sugárúttal kettéválasztott város emblematikus építménye, a 19. században lebontották, de a 20. század elején hagyományos szudáni Száhel vályogtégla-stílusban újjáépítették. |                 |

| | Timbuktu |
| Mali |          |
| A veszélyeztetett világörökségi helyszínek listájára került: 2012 |          |
| Kulturális (II)(IV)(V) |          |
| Hivatkozás: 119 |          |
| A Szahara déli peremén elhelyezkedő, a híres iszlám Szankoré Egyetemnek otthont adó Timbuktu a Mali Birodalom 1330-körül kezdődő virágkorában Nyugat-Afrika egyik vezető kereskedelmi és kulturális központja volt. A hagyomány szerint az 5. században alapította egy tuareg csoport, akik egy átmeneti táborhelyet hoztak létre a területen. 1468 után a Szongai Birodalom, 1591-től marokkói fennhatósága alá került, később tuaregek lakták, majd 1984-ben franciák szállták meg. A városba Afrika különböző részéből érkeztek tudósok, számos iskolájában a becslések szerint 25 000 diák is tanulhatott. A városképet tömbszerű agyagépületek határozzák meg. A világörökségi helyszínhez három mecset, tizenhat mauzóleum, illetve temető tartozik. A három nagy mecset, a Djingareyben, a Szankoré és a Szidi Jahia a város történetének lenyűgöző emlékei, közülük is kiemelkedik a csaknem teljesen agyagból épült Djingareyben-mecset. A Szidi Jahia-mecset a térség legkisebb vallásos jellegű épülete. A középkori egyetem a város északi részén helyezkedik el, a szintén ebben a városrészben álló Szankoré-mecset jellegzetességei a piramis alakú, agyagból és fából emelt minaretjei. |          |

| | Guanajuato történelmi városa és a szomszédos bányaterület |
| Mexikó |                                                           |
| Kulturális (I)(II)(IV)(VI) |                                                           |
| Védett terület: 2 167,5 ha, puffer zóna: ha, hivatkozás: 482 |                                                           |
| Guanajuato Mexikóvárostól körülbelül 400 kilométerre északnyugatra fekszik 2084 méter tengerszint feletti magasságban. Spanyolok alapították a 16. század elején, és 1548-tól kezdett gyorsan fejlődni, amikor jelentős ezüstteléreket fedeztek fel a közelében. A város a 18. század közepére a világ egyik legfontosabb ezüstkitermelő helye lett. Jelentősebb épületei a bányatulajdonosok gazdagságát tükrözik. A település egy kanyargós völgyben fekszik, ezért szerkezete eltér a többi gyarmatvárosétól, elszórtan elhelyezkedő városrészekből áll. A bányák jövedelméből nagyszabású templomokat építettek. Köztük a neoklasszicista Nuestra Senora-bazilikát, a barokk San Diego ferences templomot, valamint a churriguereszk La Campana- és La Vanciana- templomokat. A város neoklasszicista és barokk épületei nagy hatással voltak egész Közép-Mexikó építészetére. A világörökségi helyszínhez tartoznak még a régi bányák, a hozzájuk tartozó infrastruktúra és az úgynevezett Boca del Infiero, egy 600 méter mély bányaakna. |                                                           |

| | Chichén Itzá prehispán városa |
| Mexikó |                               |
| Kulturális (I)(II)(III) |                               |
| Hivatkozás: 483 |                               |
| Chichén Itza a maja és tolték civilizáció legfontosabb romterülete a Yucatán-félszigeten. A települését a feltételezések szerint 450 körül alapíthatták két természetes víznyelő üreg, cenote közelében. Az Apácakolostor, a Táblák temploma és a Szarvasbika temploma fantázianevű építményeket a 6. és a 10. század között emelték. A 10. században a toltékok dél felé vándorolva elfoglalták a területet, közte Cichén Itzát is, ami addigra már elhagytak korábbi lakói. Ekkor kezdődött a város második, mintegy 250 évig tartó virágkora. Ekkor épült a Caracol („csillagvizsgáló”), a lépcsős piramis (Castillo), a Harcosok temploma és a Jaguár-templom. Ezek egy jellegzetes maja-tolték stílusban épültek, amely a régi épültekből a falak és boltozatok kőfaragásait vette át, majd tolték stílusú szobrokkal és faragványokkal díszítette. A 13. századtól nincs nyoma komolyabb építkezésnek és a város a 15. századtól gyors hanyatlásnak indult. |                               |

| | Bát, al-Hutm és al-Ajn régészeti lelőhelyei |
| Omán |                                             |
| Kulturális (III)(IV) |                                             |
| Hivatkozás: 434 |                                             |
| A világörökségi helyszín az azonos nevű oázis mellett fekvő Bát települést és temetőjét körülvevő területből, valamint két másik ásatási helyszínből, (el-Khutm és al-Ajn) áll. A régészeti feltárások bebizonyították, hogy a környék már az i. e. 3. évezredben is lakott volt, majd az évezred végére ismeretlen okokból elnéptelenedett. A térség szoros kapcsolatban állt Mezopotámiával és részt vett a vele folytatott rézkereskedelemben is. Bát területén egy erődöt négy toronnyal és egy település maradványait tárták fel. Al-Ajn nekropolisza méhkas formájú temetkezéseiről nevezetes, a huszonegy sír különösen jó állapotban maradt meg. A barna mészkőből készült kaptársíroknak is nevezett építmények átlagosan négy méter magasak, átmérőjük körülbelül nyolc méter. Ez a temetkezési forma i. e. 3500 és i. e. 2700 között széles körben elterjedt, bizonyítva a helyi kultúra fejlettségét. El-Khutm legfontosabb emléke egy torony. A lelőhelyek összessége a legteljesebb és legjobban megismert lelőhely az i. e. 3. évezredből az Arab-félszigeten amely bemutatja a korai bronzkor temetkezési szokásainak fejlődését és változásait. |                                             |

| | Lima történelmi központja |
| Peru |                           |
| Kulturális (IV) |                           |
| Védett terület: 259,36 ha, puffer zóna: 766,7 ha, hivatkozás: 500 |                           |
| Limát 1535-ben alapította Francisco Pizarro Peru meghódítója és a város a gyakori földrengések ellenére is a 18. század közepéig a dél-amerikai spanyol gyarmati területek, valamint az 1542-ben alapított Perui Alkirályság központja maradt. 1570 és 1821 között itt volt a helyi inkvizíció székhelye is. Az 1687-es, az 1746-os földrengésekben és a 19. század végi háborúkban komoly károkat szenvedett, és a 18. századtól fokozatosan elvesztette befolyása jelentős részét. A világörökségi helyszínhez egyházi és középületek is tartoznak. Az 1700-as évek elejétől építészetében a barokk stílus válik uralkodóvá. Ekkortól épült a székesegyház valamint a város legszebb faragott erkélyeivel díszített Palacio de Torre Tangle. Limában található Dél-Amerika legnagyobb gyarmati egyházi épületegyüttese is, az 1672-ben befejezett San Francisco-templom és a hozzá tartozó kolostor. A 19. századi építmények közül kiemelkedik a szecessziós stílusú Casa Courret, a 20. századiak közül pedig az Érseki és a Kormánypalota. Ezek a későbbi épületek a városközponttól kicsit távolabb helyezkednek el, így Lima történelmi központja a város gyarmati múltját idézi fel. |                           |

| | Salamanca óvárosa |
| Spanyolország |                   |
| Kulturális (I)(II)(IV) |                   |
| Védett terület: 50,78 ha, puffer zóna: 130,3 ha, hivatkozás: 381 |                   |
| Salamancát a kelták alapították az i. e. 3. században. A középkorban többször is lerombolták, majd 1218-ban megalapították egyetemét, ami 1250-re olyan tekintélyt vívott ki magának, hogy egyike lett a nyugati világ négy legjelentősebb tudományos központjának Oxford, Párizs és Bologna mellett. A római korból fennmaradt legfontosabb emléke a Tormes folyón átívelő híd. A városközpontban sok román és gótikus építmény is látható. A település régi székesegyházát a 12. században építették román stílusban, ezt az épületet később belefoglalták egy késő gótikus új székesegyházba, amit a 16. század elején kezdtek építeni. Az egyetem közelében jelentős gótikus, reneszánsz és barokk épületcsoportok találhatók, az egyetem legkorábbi épülete a Hospital de Estudio 1413-ban épült. A 15. századra datálható fő épületei egy központi belső udvar köré csoportosulnak. A város központja a 18. század első felében kialakított Plaza Mayor, Salamanca főtere, Spanyolország egyik legszebb barokk tere. |                   |

| | Sinharádzsa Erdő Természetvédelmi Terület |
| Srí Lanka |                                           |
| Természeti (IX)(X) |                                           |
| Védett terület: 8 864 ha, hivatkozás: 405 |                                           |
| Szinharádzsa, Srí Lanka utolsó érintetlen trópusi esőerdője az ország délnyugati részén terül el 500 és 1000 méteres tengerszint feletti magasság között. A területet már 1875-ben védetté nyilvánították, amikor a sziget még gyarmat volt. A 85 négyzetkilométeres védett övezet valójában egy keskeny földsáv amelyen két növényzettípus különböztethető meg, erdők valamint másodlagos erdők cserjésekkel. A helyi népesség gyors növekedése miatt ezt a bioszféra rezervátumot szigorú törvényekkel kell védeni. Megtiltották az erdő mindennemű hasznosítását kivéve a diópálma növényrostjainak gyűjtését, viszont az illegális fakitermelés és a drágakőbányászat azonban továbbra is súlyos problémákat okoz. A természetvédelmi terület fáinak több mint 60 százaléka endemikus fajokhoz tartozik és kiemelkedő az orchideák száma is. Jelentős az itt élő vadállat állomány is, megtalálható benne Srí Lanka őshonos emlős- és pillangófajainak több mint a fele, valamint számos rovar-, kétéltű és hüllőfaj is. |                                           |

| | Kandi szent városa (A fog temploma és a hozzá tartozó épületek) |
| Srí Lanka |                                                                 |
| Kulturális (IV)(VI) |                                                                 |
| Hivatkozás: 450 |                                                                 |
| Kandi szent városában, a buddhizmus egyik központjában őrzik Srí Lanka legfontosabb ereklyéjét a Buddha egyik szemfogát. A Fog-templomban őrzött ereklye tiszteletére minden évben felvonulást rendeznek amelyen hívek tízezrei vesznek részt. A települést a 14. században alapították azonban fennmaradt épületeinek legnagyobb része a 19. századból való. A város 1592-ben lett e királyság fővárosa, 1815-ig a szingaléz függetlenség egyik központja maradt, ekkor azonban brit fennhatóság alá került. Legfontosabb műemlékei a palotakomplexum egy fából készült közmeghallgatási csarnokkal, a híres zarándokhely a kétszintes Fog-templom, és a Virágoskert-templom. A város közepén terül el a mesterségesen kialakított 4 kilométer kerületű Kandi-tó. Kandit jelenleg is buddhista hívők milliói tekintik szent városnak. |                                                                 |

| | Gálle óvárosa és erődítményei |
| Srí Lanka |                               |
| Kulturális (IV) |                               |
| Hivatkozás: 451 |                               |
| Gálle területe már az ókorban is lakott volt a forrásokban Tarsis néven szerepel. Később a Kínai Birodalommal folytatott kereskedelem egyik fontos kikötője volt, de az európaiak csak a 16. század elején szereztek tudomást róla amikor a portugálok elfoglalták. 1640-ben holland fennhatóság alá került majd a 18. században a britek érkezése előtt érte el fejlődésének csúcspontját. A település építészetében európai és délkelet-ázsiai stílusjegyek keveredése figyelhető meg, erődített városmagja nagyrészt a 18. század első harmadából való. Az erődöt 14 bástyával erősítették meg, és körülbelül fél négyzetkilométeres területet fogott közre. A portugál időszakból szinte semmi nem maradt fenn mert a hollandok szinte mindent átépítettek. A település szabályos rács alaprajzú, a peremkerületek utcái észak-déli tájolásúak és párhuzamosak az erőd falával. Kiemelkedő helyet foglalt el a Kormányzósági Palota, a fegyvertár, a lőporraktár valamint a barokk templomok, a bástyák és a városkapu. A 2004-es indiai-óceáni cunami során jelentős károkat szenvedett, az áldozatok száma elérte a négyezret. |                               |

| | Xanthos – Letoon |
| Törökország |                  |
| Kulturális (II)(III) |                  |
| Védett terület: 126,4 ha, puffer zóna: 63,4 ha, hivatkozás: 484 |                  |
| Xanthosz a perzsák által i. e. 545-ben elfoglalt Lükia egyik központja volt, romjait egy brit felfedező, Charles Fellows tárta fel a 19. században. Az óváros területén lükiai, hellenisztikus, római és bizánci épületmaradványokat azonosítottak. A fellegvár az i. e. 7. századból származik. Római korból származó amfiteátruma i. sz. 150-ben épült egy lükiai nekropolisz területére, amelynek síroszlopai 5 méternél is magasabbak voltak. Az itteni temetkezési helyszíneken világosan felismerhető a hellén befolyás, a feliratok pedig nélkülözhetetlenek a lükiai nép történetének rekonstruálásához és a nyelvük megfejtéséhez. A város körül számos, az i. e. 6. és i. e. 5. századból származó síremléket tártak fel. Ezek közül említésre méltó az Oroszlános-, a Hárpia- és a Nereida-sír. A Letooni-szentélyt Létónak, Apollón és Artemisz anyjának ajánlották, aki a mitológia szerint gyermekei születése után érkezett a területre. A helyszínen néhány műemléknek csak a másolata látható (például a Hárpia-sírnak), mert Fellows a leletek nagy részét Nagy Britanniába szállította. |                  |

| | Hierapolisz – Pamukkale |
| Törökország |                         |
| Vegyes (III)(IV)(VII) |                         |
| Védett terület: 1177 ha, hivatkozás: 485 |                         |
| Pamukkale kalcium-hidrogén-karbonátban és a szén-dioxidban gazdag meleg vizű forrásait már a ókorban hasznosították. Az i. e. 2. században Pergamon az Attalidák dinasztiájához tartozó uralkodói a források mellett megalapították Hierapolisz városát. Bár a települést elsősorban erődnek szánták kezdettől fogva fürdői is voltak, amik körül hamarosan lakónegyedek épültek ki. A vizek gyógyászati értékét az idők során lerakódott oldott anyagból kialakult medencékben hasznosították. A terápiákat a helyi hagyományokkal kapcsolatos vallásos szertartásokkal egészítették ki. A nagy mésztartalmú víz fontos szerepet játszott a gyapjú mosásában és festésében is. A területen a fürdő mellett templomok és más görög épületek romjai állnak. I. e. 129-ben római fennhatóság alá került, Asia provincia része lett, és a nagyszámú anatóliai, görög, makedón, és római betelepülő miatt virágzó kozmopolita várossá vált. A keresztény időkből a katedrális, ókeresztény kápolnák és egy keresztelőkápolna maradványait tárták fel. |                         |

| | Szúsza medinája (óvárosa) |
| Tunézia |                           |
| Kulturális (III)(IV)(V) |                           |
| Védett terület: 31,68 ha, puffer zóna: 60,99 ha, hivatkozás: 498 |                           |
| Szúsza fontos kereskedelmi és katonai kikötő az aglabidák időszaka (i.sz. 800-909) alatt. A város tipikus példája az iszlám első évszázadából. A kasbahjával, a sáncaival, a medinájával (a Nagy Mecsettel), a Bu Ftata mecsettel és a tipikus ribatjával (egyszerre erőd és vallási épület), Szúsza része volt egy partvédelmi rendszernek. A tunéziai Sahelben helyezkedik el, ahol Szúsza medinája harmonikus régészeti komplexumot képez, tükrözi a tengerparti városra alkalmazott arab-muzulmán urbanizmust, melyet a kalózkodás és más tengeri veszélyek fenyegettek történelme során. Monasztir medinájával képezi azt az egyedi prototípust, amit a tengerparti hadi-építészet hagyott ránk, az iszlám első évszázadából. A medina számos műemléke tanúskodik a kor robusztus, aszketikus, impozáns építészetéről. Nevezetesen a Ribat, a Nagy Mecset, a Bou Ftata mecset, a Kasbah és a falak. A Ribat, mind egy erőd és vallási épület, egy kiváló példája az ilyen típusú kialakításnak. A Medina magában foglal egymás melletti lakásokat negyedekbe osztva, melyeket elválasztanak a kanyargós utcák, keskeny sikátorok elrendeződése, amelyeket a modern élet és az építészeti technikák fejlődése a gyors eltüntetéssel fenyeget. Tartalmaz továbbá egyedülálló műemlékegyütteseket az aglabidák és a fátimidák időszakából, így tanulmányozni engedi az iszlám művészet első periódusát. |                           |

| | Kairouan |
| Tunézia |          |
| Kulturális (I)(II)(III)(V)(VI) |          |
| Védett terület: 68,02 ha, puffer zóna: 154,36 ha, hivatkozás: 499 |          |
| Kairouant 670-ben az Omajjádok alapították és az aglabid dinasztia alatt, a 9. században virágzott fel. Annak ellenére, hogy a 12. században a politikai főváros szerepét Tunisz vette át, Kairuan maradt a Magreb régió fő szent városa. A gazdag építészeti örökség magában foglalja a Nagy Mecsetet, annak a márvány és porfir oszlopaival és a 9. századi Három Kapu mecsetet. Tunézia közepén, egy síkságon helyezkedik el, majdnem egyenlő távolságra a tengertől és a hegyektől. Ifríkija fővárosa 5 évszázadon keresztül, az arab-muzulmán civilizáció elterjedésének kiemelkedő helyszíne. Kairouan egyedülálló tanúsítványa az első századaiban e civilizációnak és annak építészeti és városfejlődésének. A listára bejegyzett helyszín ingatlanok sorozata ami magában foglalja a medinát és vonzáskörzeteit, az aglabidák medencéit és a Sidi Sahib Zavijjáját. A medina (54 ha) és környéke (20 ha) városi együttese bemutatja az arab-muzulmán város minden összetevőjét. A medina egymásba sűrített házakat lakónegyedekbe rendezi, melyeket szűk és kanyargós utcák választanak szét és ezeket veszi körül a több, mint 3 kilométer kiterjedésű védőfalrendszer. A külvárosokban az utcák egyenesebbek és a házak vidékiesebb jellegűek. A medina néhány figyelemre méltó műemléket tartalmaz, mint a Nagy Mecsetet, ami építészeti remekmű és mintájául szolgált számos más mecsetnek a Magreb területen. A Három Kapu mecset, a létező legősibb faragott homlokzatú muszlim művészetet képviseli. Az aglabidák medencéi, két egymással kapcsolatban álló szabadtéri tároló ciszterna a 9. századra datálható és a legszebb hidraulikai együttesét képezik a város átgondolt vízellátásában. A Sidi Sahab Zawiya örök védelmet nyújt Mohamed társának, Abou Zama El-Balawi földi maradványainak. |          |